# Laokoon
Laokoon, Laokos (gr. Λαοκόων Laokóōn, łac. Laocoon) – w mitologii greckiej kapłan Apollina Tymbrejskiego w Troi.
Uchodził za syna Antenora lub Kapysa, lub Akoitesa. Popełnił świętokradztwo, żeniąc się i łamiąc tym samym nakaz celibatu, czym ściągnął na siebie gniew Apollina. Z Antiope, która była jego żoną, miał dwóch synów – Etrona i Melantosa (według innej wersji Antifasa i Tymbrajosa).
Imię Laokoon nosił też syn Partaona, wuj Meleagra, który towarzyszył temu ostatniemu w wyprawie Argonautów.

## Mit
Podczas oblężenia Troi Laokoon ostrzegał Trojan o niebezpieczeństwie, jakim był drewniany koń. Rzucił oszczepem w bok konia, by pokazać Trojanom, że jego boki głucho dźwięczą. Gdy składał ofiarę Posejdonowi, prosząc go o zesłanie burzy na wrogą flotę, z morza wyszły dwa ogromne węże, zabijając Laokoona i jego dwóch synów. Niewiedzący nic o  świętokradztwie Laokoona Trojanie nie mieli pojęcia, że była to zemsta Apollona i uznali, że Laokoon zginął z ręki bogów za sprzeciw wobec przyjęcia konia. To skłoniło ich do przyjęcia podarunku, który spowodował upadek miasta.

## Obecność w sztuce i nauce
Imieniem kapłana została nazwana planetoida – (3240) Laocoon. Mit o Laokoonie uwieczniono w słynnej rzeźbie, znanej jako Grupa Laokoona.
Tytuł Laokoon czyli o granicach malarstwa i poezji nadał swej rozprawie Gotthold Ephraim Lessing (1766; wyd. pol.: 1962).
Tytuł "Lokoon" nosi płyta Krzysztofa Zgrai z 1981r. (Polskie Nagrania muza SX 2350 VOL.64)